# Saint-Marcel-en-Marcillat
Saint-Marcel-en-Marcillat ist eine französische Gemeinde mit 187 Einwohnern (Stand 1. Januar 2022) im Département Allier in der Region Auvergne-Rhône-Alpes (vor 2016 Auvergne). Sie gehört zum Kanton Montluçon-3 im Arrondissement Montluçon.

## Geographie
Saint-Marcel-en-Marcillat liegt etwa 21 Kilometer südsüdwestlich von Montluçon. Der Cher begrenzt die Gemeinde im Westen.

### Nachbargemeinden
Umgeben ist Saint-Marcel-en-Marcillat von den Nachbargemeinden La Petite-Marche im Norden, Marcillat-en-Combraille im Nordosten und Osten, Saint-Fargeol im Südosten, Saint-Hilaire im Südosten und Süden, Château-sur-Cher im Süden und Südwesten sowie Chambonchard im Westen.

## Bevölkerungsentwicklung
| Jahr      | 1962 | 1968 | 1975 | 1982 | 1990 | 1999 | 2006 | 2011 | 2019 |
| Einwohner | 273  | 264  | 234  | 186  | 188  | 138  | 143  | 15   | 128  |

## Sehenswürdigkeiten
- Kirche Saint-Marcel von 1769